# Харуно Сакура
Сакура Харуно (яп. 春野サクラ Харуно Сакура) — головна героїня манґи і аніме-серіалу «Naruto», створеного манґакою Масаші Кішімото. Члени команди Наруто Узумакі, Саске Учіха
Харуно в перекладі означає «весняне поле», а ім'я «Сакура» — японська вишня, шанована в Японії за свою красу і недовге життя (з давнини квіти сакури асоціюють із самураями), тож повний переклад імені означає «весняне поле вишневого цвіту». Дуже гарна на вроду, має сильний та вольовий характер. На початку серіалу Сакура стає ґеніном і вступає в Команду № 7. Вона зазвичай украй негативно відноситься до Наруто, зате шалено закохана в Саске. Спочатку її витривалість і більшість технік нічим не виділялися, єдиними більш-менш значними здібностями були: анулювання ілюзорної техніки, розвинений склад розуму і чітке управління чакрою (була першою, хто впорався із завданням залізти на дерево без використання рук). Проте вона є найслабшим членом групи, хоча і не визнає цього, демонструючи нерідко твердість і рішучість свого характеру. Про її сім'ю нам нічого не відомо.
Хоча в першому сезоні Сакура не була дуже сильною, в другому сезоні її здібності стали кращі. Масаші Кішімото в Shonen Jump виклав оцінки здібностей героїв аніме Сакура виявилась найсильнішою куноічі у своєму віці. Вона стала сильніша навіть за Темарі і більшість хлопців.
В червні 2006 року в американському манґа-журналі «American Shonen Jump», Масаші Кішімото (словами Какаші) сказав, що Сакура була б найкращим керівником ніндзя, тому що «вона має недоліки у особистості, так само як холодний Саске, однак вона найближча з усіх в його команді, щоб вважатися нормальною». Ще Масаші Кішімото сказав, що Сакура і Рок Лі символізують людську слабкість (принаймні на початку серіалу)
Сакура безкорисний персонаж на думку фанатів..
В опитуваннях щодо популярності героїв журналу «Shonen Jump», Сакура часто знаходиться на десятій сходинці, а одного разу потрапила на п'яте місце. Серед найпопулярніших жіночих персонажів вона займає друге місце.

## Характер

Справжній характер Сакури

Не зважаючи на те, що зовнішність Сакури достатньо спокійна і урівноважена, насправді у неї роздвоєння особистості (дана поведінка створилася через велику невпевненість в собі). Усередині Сакура розкриває себе як людина агресивна і дратівлива. Ця інша особа, «Справжня Сакура», існує самостійно усередині розуму Сакури.
Поява «внутрішньої» або «справжньої» Сакури переважно супроводжується вигуком «Шаннаро» («Shānnarō») (яп. しゃーんなろー). Ця фраза не має визначеного значення, але вона зазвичай перекладається як «От чорт», «Прокляття» або «От пекло» в залежності від ситуації. VIZ-медія в англійській версії замінила це реплікою «Чаа!», подібно до зміни реплік «Даттебайо!» Наруто на «Повір у це!».
«Внутрішня Сакура» з'являється доволі рідко, її остання поява — під час Екзамену для підвищення у званні до рівня чуніна. «Внутрішня Сакура» з'являється протягом одного з філерів аніме, де вона боїться, що є менш спостережливою, ніж Наруто, і знову вже у Частині ІІ. Цей доволі великий проміжок часу показує, що Сакура стала впевненішою в собі. Все ж інколи Сакура веде себе як друга її особистість, і ці моменти з часом повторюються частіше. Тепер вона каже те, що думає, і тому не виникає колишніх контрастів між справжніми почуттями і сказаним дівчиною. Сакура починає бути все більш впевненою в собі, тому не соромиться власної думки. У другій частині «Naruto» Сакура повністю стає «справжньою» і роздвоєння особи у неї більше немає.
В цілому Сакура є дратівливою, імпульсивною, впертою та строгою особистістью. Через свій характер вона має тенденцію бити людей, через свій гнів часто її жертвами є Наруто і Сай, але є і декілька пристаючих типів. Також вона є відносно добра, весела і раціональна. Насправді Сакура співчутлива, рішуча, смілива, готова пожертвувати своїм життям и битися заради дорогих їй людей і навіть чужих. Вона всім серцем старається бути сильною і не відступає від поєдинку, заради того, щоб захистити друзів.
В відносинах з людьми вона проявляє турботу, доброту і готова захистити тим самим не раз завойовувала серця людей не по своїй волі. В цілому Сакура має силу волі, відвагу, старається іти вперед.

## Стосунки між персонажами
На початку серій, найважливішою людиною у житті Сакури був Саске Учіха, до якого дівчина мала сильні почуття. Щоб показати хлопцю свою любов, Сакура усюди слідує за ним, цінує його думку і можливості, ставлячи їх вище всіх решта. Навіть після пройдених років, Сакура продовжує захищати Саске і не дозволяє нікому називати його зрадником.
Водночас можна прослідкувати те, що Саске надзвичайно часто ризикував заради Наруто і Сакури, в той же час не відчував жодних любовних почуттів до Сакури. Звісно, він піклувався про неї як про друга і партнера по команді, однак ніколи навіть не думав про неї як про дівчину, а на всю її увагу до його персони реагував досить холодно, просто уникаючи набридливих любовних зітхань Сакури. Дівчина ще на початку зрозуміла, що серце Саске їй не належить, однак не здавалася, всілякими способами намагаючись привернути його увагу (хоча в більшості випадків безрезультатно). Саске, розуміючи почуття Сакури, не хоче образити дівчину, однак нічого не може їй дати, оскільки не відчуває того, що Сакура почуває до нього. Під кінець манги Саске закохується в Сакуру. В останній главі манги було показано, що Саске і Сакура одружені і вони мають дочку Сараду.
Також помітні зміни у відношенню до Наруто. Якщо на початку серіалу Сакура не могла його терпіти, то згодом стала відноситись до нього набагато краще, зрозумівши доброту і відданість хлопця. Сакура, однак, не усвідомлює почуття Наруто до неї аж до місії повернення Саске. Після трирічної перерви Сакура і Наруто стали найкращими друзями. Однак Сакура й надалі продовжує бити Наруто, коли той говорить різні дурниці. Водночас, цим вона хоче приховати зміни, які відбулися з нею за цей час.
Масаші Кішімото в одному із інтерв'ю заявив, що швидше за все в кінці манги Сакура буде разом із Наруто. Ще в іншому, що Сакура кузина Наруто, але те і інше виявилося неправдою.
Сакура була найкращою подругою Іно Яманака. Після їхньої сварки через Саске дівчата вдавали, що ненавидять одна одну, однак насправді глибоко піклувались одна за одну. У II частині, хоча дівчата і не показують покращення у своїх стосунках, вони готові прийти на допомогу у скрутному становищі.
Спочатку з Хінатою у Сакури не було ніяких відносин. Згодом вони стали подругами. Сакура помічала, що Хіната закохана у Наруто але сумнівалася. Також у останньому фільмі Наруто Сакура допомагала вибрати Хінаті подарунок для Наруто. Частково вони були суперницями, тому що Наруто був закоханий у Сакуру, а Хіната у Наруто.

## Перша частина

### Дитинство

Сакура в дитинстві

На відміну від Наруто, дитинство Сакури не було позначене якоюсь кривавою трагедією. Однак дівчині часто доводилося наодинці плакати через насмішки однокласників над її лобом. Тому перші роки в Академії Сакура була дуже сором'язливою. Часто інші школярі підсміювались над нею через широкий лоб, поки вона не заприятелювала із найпопулярнішою дівчиною Іно Яманака, яка подарувала їй стрічку на знак дружби. Одного разу, під час уроку ікебани, Іно порівняла Сакуру з ще нерозпущеною квіткою, і коли прийде час розквітати, вона може виявитися найгарнішою. Завдяки Іно, Сакура розвинула у собі власний характер і стала впевненішою в собі. Сакура бачила в Іно опору, до того часу, поки обидві дівчини не закохались в Саске. Ставши ніндзя, Сакура віддала стрічку Іно назад, сказавши їй, що вдягне її знову тільки якщо стане сильнішою за неї.

### Команда №7

Команда № 7. Зліва направо: Саске Учіха, Сакура Харуно, Наруто Узумакі та їхній сенсей Какаші Хатаке

Увійшовши в команду № 7, Сакура концентрує свою увагу тільки на Саске і терпіти не може Наруто. Її пристрасть до Учіха проявляється у слідуванні за ним, де б він не пішов. Після її направлення в команду, Сакура говорить Саске, що на її думку, Наруто веде себе так через те, що у нього ніколи не було батьків, які говорили б йому, що добре, а що погано. Саске, який прожив самотньо протягом декількох років після винищення його клану, відповідає: «Самотність- це біль, який не має нічого спільного з покаранням батьків. Ти нестерпна!». Після цього Сакура почала краще відноситися до Наруто.
Під час перших місій, особливо в Країні Хвиль, Сакура проявляє прекрасні знання і контроль чакри. Під час тренувань лазіння по деревах без використання рук, Сакура з першої спроби вилазить на верхівку, показуючи своє вміння. Однак, окрім цього, Сакура не має жодних сильних технік, які б могли чимось її виділити або зробити сильним ніндзя. В більшості випадків, а особливо на початку, Сакура переважно просто стоїть збоку, в той час як Наруто і Саске борються з ворогами та ризикують життям. Але поступово Сакура також стає сильнішою та сміливішою, тож починає більш активно діяти. Крім того, Сакура починає розуміти всі складності життя ніндзя, коли під час місії бачить бездушне тіло Саске і думає, що Хаку вбив його. Повторюючи правила ніндзя Тадзуна № 25 (ніндзя при жодних обставинах не повинен показувати свої емоції), намагається приховати власні почуття, але не може стримати свій невтішний плач через втрату коханого.
Какаші вирішує поставити її кандидатуру на Екзамен для підвищення у званні до рівня чуніна, після деяких сумнівів вона погоджується взяти в ньому участь. Під час екзамену Сакура стає зрілішою. В Лісі Смерті вона мусить цілу ніч захищати своїх друзів (що зазнали поразки проти Орочімару) і одна протистоїть трійці ґенінів із Селища Звуку, що намагалися вбити Саске.
На щастя, під час бою з ніндзя Звуку в нього втручаються Рок Лі і група Іно, які, незважаючи на всі зусилля, зазнають поразки. В той час Саске врешті-решт прокидається, але його тіло вкрите плямами Проклятої Мітки Орочімару. Побачивши поранену Сакуру, Саске сам атакує двох із трьох нападників, ламаючи руки одному з них. Перед тим як він міг би вбити їх, його зупиняє Сакура. Таким чином Проклята Мітка почала відступати, залишаючи Саске безсильним.
Вийшовши з Лісу Смерті, Сакура у відбірковому турі екзамену повинна битися проти своєї подруги Іно. Після довгого поєдинку «Справжня Сакура» зупиняє Техніку Душевного Перевороту Іно, але обидві дівчини не проходять у фінал, втрачаючи свідомість. Після пробудження Іно каже, що Сакура врешті-решт розквітла, ставши прекрасною квіткою; вони миряться, але все ж залишаються суперницями.

### Саске залишає Коноху
Після Екзамену і повернення Ітачі Саске починає замикатися в собі, вважає, що його навички ніндзя зовсім не прогресували. Йому ж потрібна сила, щоб здолати свого брата. Дотого ж, Саске починає винуватити себе у поразці і ненавидіти Наруто, оскільки думає, що він сильніший за нього. Все це призводить до того, що Саске вирішує покинути Селище і перейти на сторону Орочімару, від якого надіється отримати силу і знання, необхідні для перемоги над ненависним братом. Сакура, передчуваючи його наміри і намагається зупинити його. Незважаючи на освідчення в коханні до Саске, готовності слідувати за ним і пропонуючи свою допомогу в помсті, Саске не змінює прийнятого рішення. «Якщо ти підеш, я закричу!» — зі слізьми на очах благає Сакура його залишитися: «Сакура… Дякую», — останні слова Саске, який все одно вирушає. Сакура, втративши свідомість, прокидається і розповідає Наруто про спробу зупинити Саске і благає його повернути їй коханого. Наруто обіцяє виконати її прохання, після чого Сакура починає розуміти почуття Наруто до неї.
Але Наруто повертається без Саске, сила якого дивовижно зросла. Лишається вірити, що Наруто колись виконає обіцянку. Вийшовши з палати Узумакі, Сакура розуміє, що вона — єдина, хто не зробила нічого, щоб повернути Саске. Вона просить Тсунаде стати її вчителем. Тсунаде погоджується, відчуваючи рішучість у словах Сакури, яка хоче захищати дорогих їй людей. З цього моменту всі члени Команди № 7 стають учнями Трьох Легендарних Ніндзя: Сакура і Цунаде, Наруто і Джірайя, Саске і Орочімару.

## Друга частина

Сакура в другій частині

### Нова особистість
Через два роки Сакура, крім того що, виросла і подорослішала, стала більш впевненою в собі. Вона починає демонструвати характер, який раніше був «Справжньою Сакурою», замість того, щоб показуватися сором'язливою і невпевненою. Більш того, Сакура почала сильніше дратуватися на жарти, що стосуються її зовнішності. Як тільки Наруто повернувся, Сакура запитує його, чи вона стала жіночнішою, а на відповідь що вона зовсім не змінилась, Сакура заперечує, що він не розуміється в жінках. Також вона з легкістю лютує через Сая, наприклад, коли він називає її «відьмою», чи коли захоплюється Іно.
Сакура також змінила своє відношення до Наруто. Вони стали набагато ближчими і прекрасно виконують командну роботу. Не даремно, коли Какаші пропонує знову тест із дзвіночками, їм вдається обдурити вчителя і забрати дзвіночки. Про те, що учні розвинули свої таланти, свідчить також те, що під час цього тесту Какаші вже не витягає книжечку, а показує на практиці свій Шарінган. Крім того, Сакура дуже схвильована за життя Наруто, в особливості після того, як дізналась про нового його противника — Акацукі, що полює за Дев'ятихвостим Лисом в тілі хлопця.
Почуття, які Сакура відчуває до Саске, вже не зовсім ясні, навіть якщо здається, що він їй досі дуже подобається. Коли Сай каже погано про колишнього друга, вона завдає йому жорстокий удар. Попри ці почуття, Сакура, коли зустрічає Саске в резиденції Орочімару, атакує його, щоби примусити повернутися назад. Тим не менш, їй не вдається поцілити в нього, тому що Ямато втручається і приймає удар на себе.

### Битва проти Сасорі
Після повідомлення від Селища Піску, про викрадання Гаари членами організації Акацукі, команда Какаші и Гая, вирушили на допомогу. Прибувши до Суни, вони дізнались про серйозне отруєння Канкуро, який бився з одним із членів Акацуки — Сасорі. Сакура запропонувала свою допомогу, після того, як навіть Чіє — одна з найкращих лікарів, не змогла вилікувати Канкуро. Після успішного лікування юнака, Сакура зробила протиотрути для подальшого бою з організацією Акацукі.
Прибувши до лігва Акацуки, команди розділились, і Сакура з Чіє бились проти Сасорі. Отримавши перемогу над Сасорі, останній сам розповів про те, що незабаром він повинен був зустрітися з шпигуном, котрого він надіслав до Орочімару.

### Нові техніки

Сакура виводить отруту з тіла Канкуро

Після двох з половиною років тренувань з Цунаде, Сакура стала прекрасним ніндзя-медиком, чого досягла завдяки своєму точному контролю чакри. Какаші вважає, що, приймаючи до уваги її можливості, в майбутньому вона могла би перевершити саму П'ятого Гокаге. Тсунаде тренувала її не тільки медичних технік; якщо вона буде поранена чи вбита, більше ніхто не зможе вилікувати решту, тому для самозахисту вона развинула жахаючу силу. Для удару Сакура концентрує чакру в потрібній точці і миттєво звільняє її, створюючи великі руйнування.
Тепер вона володіє техніками високого рівня, власне, як і Наруто. Під час місії порятунку Гаари від організації Акацукі, не без допомоги старенької Чійо із Селища Піску, їй вдається здолати Сасорі — майстра маріонеток. Використовуючи свою надлюдську силу, Сакурі вдається з легкістю знищити ляльки ворожого шінобі. Крім того, вона рішучіша під час виконання місій і у захисті дорогих їй людей. Тепер вона вже не стоїть збоку, як це було у Першій Частині, під час атак ворогів, де вона мовчки спостерігала, як Саске і Наруто ризикують життями. Сакура стала діяти сама. Наприклад, для того, щоб врятувати Чійо від атаки Сасорі, дає простромити себе наскрізь отруйною шаблею. Її навички надзвичайно розвинулися, тепер вона в змозі зупинити втрату крові ще із шаблею в тілі і почати регенерувати рану негайно. Володіє мистецтвом кинджалів, які використовують у аніме Наруто. Її улюблений кинджал — це кинджал з запискою Sakura Fubuki no jutsu(яп.桜吹雪のjutsu). Цей кинджал з запискою підривається.

### Контроль чакри
Вершина контролю чакри Сакури була помічена під час Четвертої Великої війни Шинобі. Вона зберігши чакру і обмеживши її в одній точці під час трьох років Сакура активувала на своєму чолі Бьякуго, через що не потребує ніяких зусиль, потрачених на її підтримання молодості, на відміну від Цунаде. Вона також змогла використати Техніку Регенерації Клітин, в бою після другої активації печаті. Печать Сакури зберігає всередині настільки багато чакри, що вона могла її передавати цілому альянсу через Катсую в масовому масштабі щоб зцілювати. Після того як Мадара Учіха пронизав її чорним металевим стержнем, який повинен був її паралізувати, то Сакура не відчувала ніякої фізичної втомленості і наслідків.